# 刀

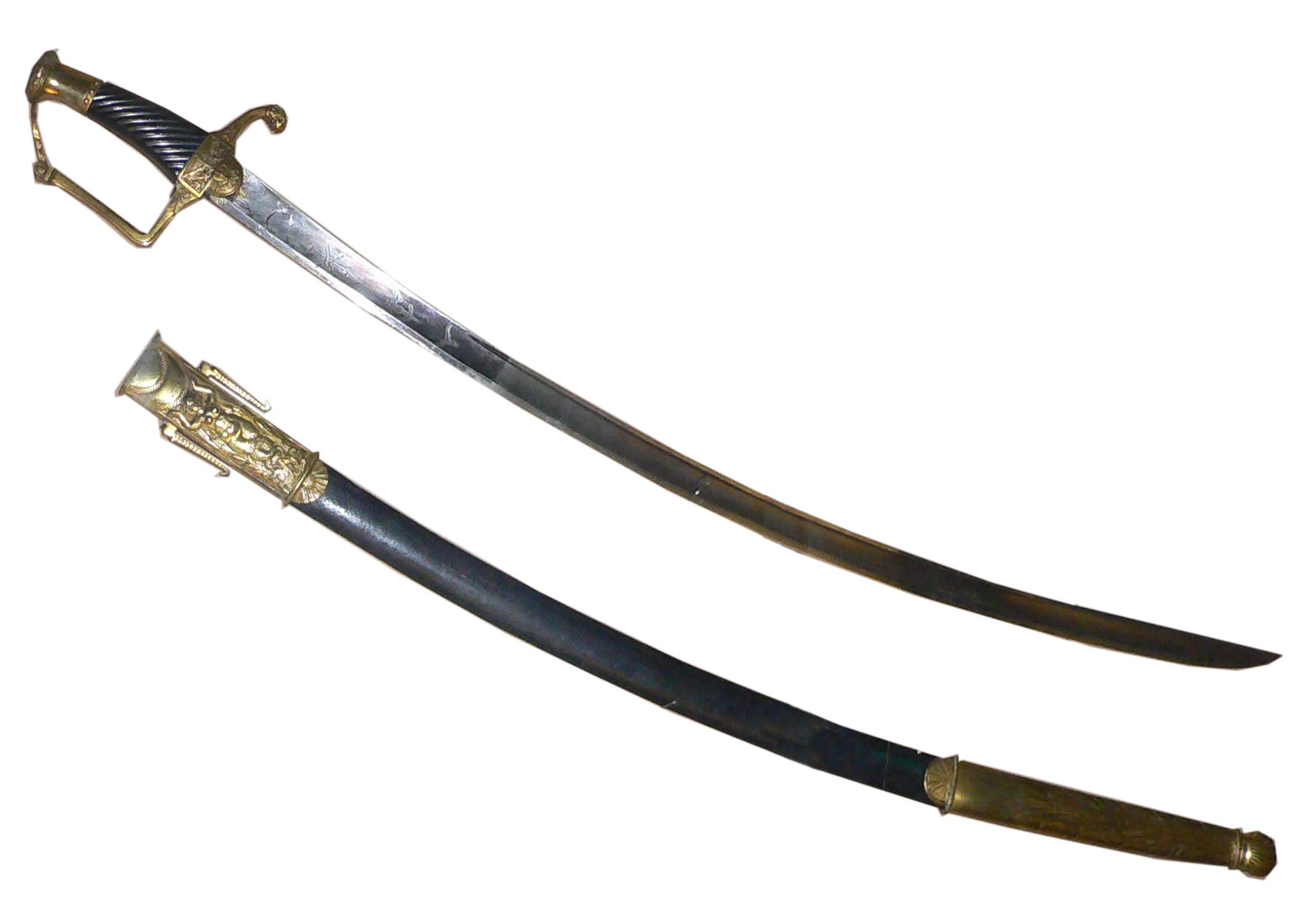
19世紀法国海軍将校所使用的刀

刀是刀剑武器两大类中的一種，与剑相比，刀只有一侧存在刀刃，大致可根据刀刃的形状分为以下两种：
- 弯刀：为增加切削力而将刀片设计为弧形结构。
- 直刀：没有弯曲部分，适合用于突刺。

## 概要

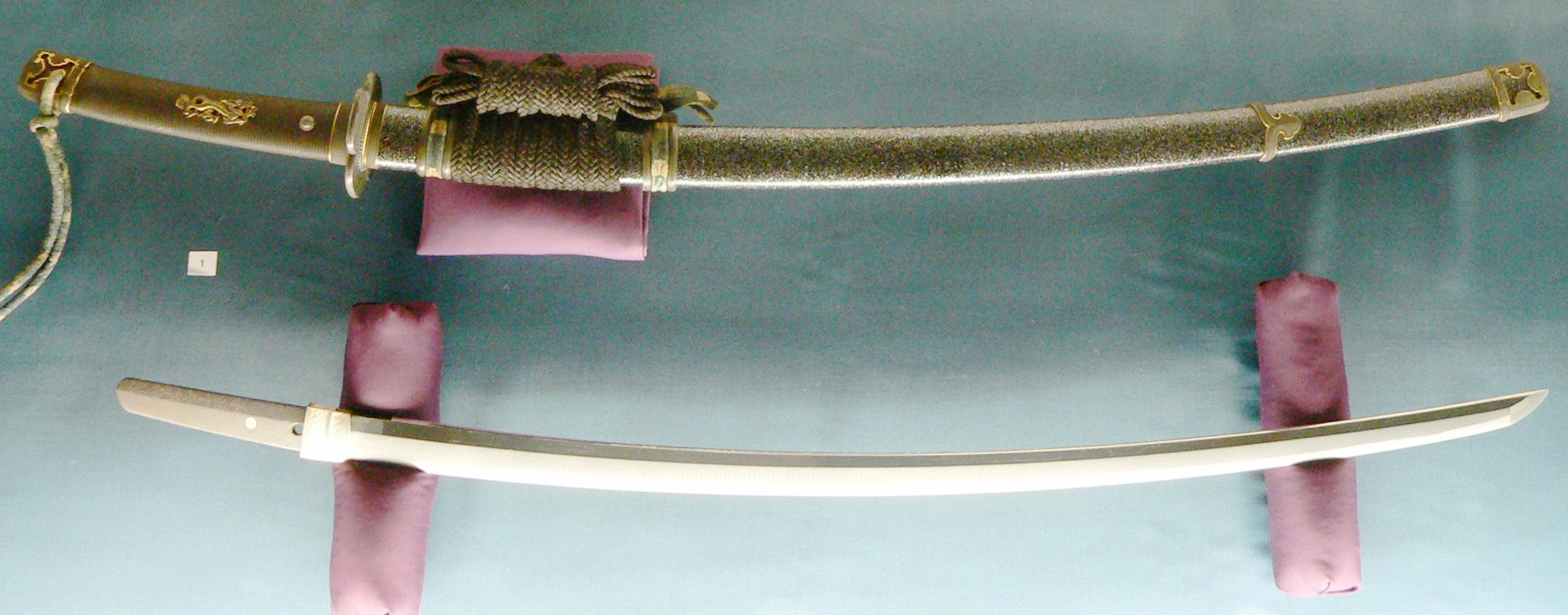
太刀　備前長船祐定　付　青貝螺鈿太刀拵

与重视突刺效果的剑相比，刀的刃身更薄（因为厚度减半也能达到同样的强度），重量也更轻，因此使用者可以快速地将目标切断。
刀的主要用途是用于斩切目标，但作为一种武器，其通常也具有可用于突刺的尖端。此外，为了提高穿刺效果，有些刀还具有从刀尖到刀身一半以上的双刃结构（伪刃），如日本的小乌丸等。
由于直刀更适合突刺，使其结构不适合用于砍切。因此为了有效地切割物品，最好选择有刀片较长且曲率较深的弯刀，而如果是为了更好地突刺则直刀的效果更好。

## 历史

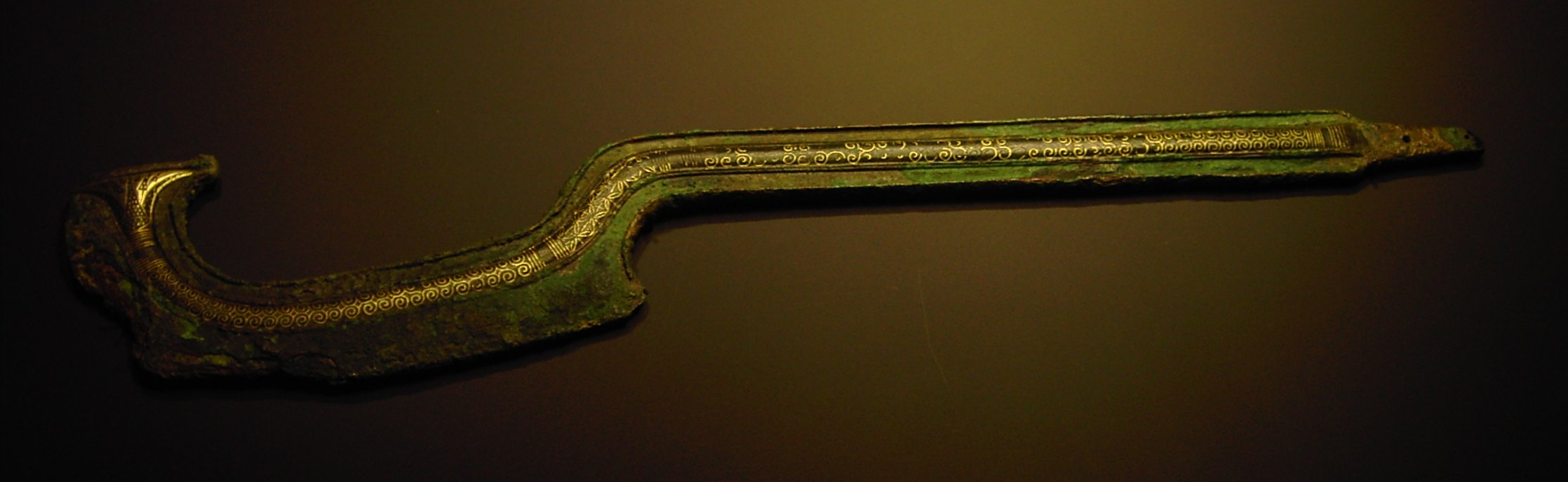
古埃及的霍佩什弯刀，约公元前18世紀

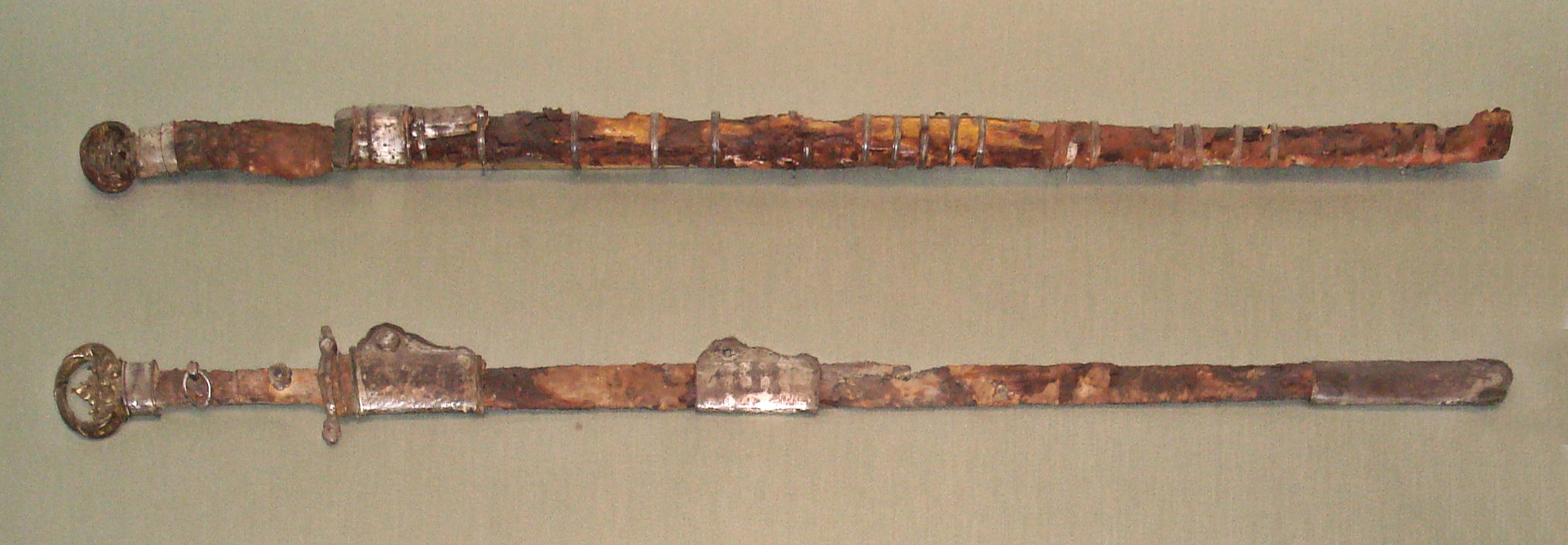
中国・隋代的環首刀

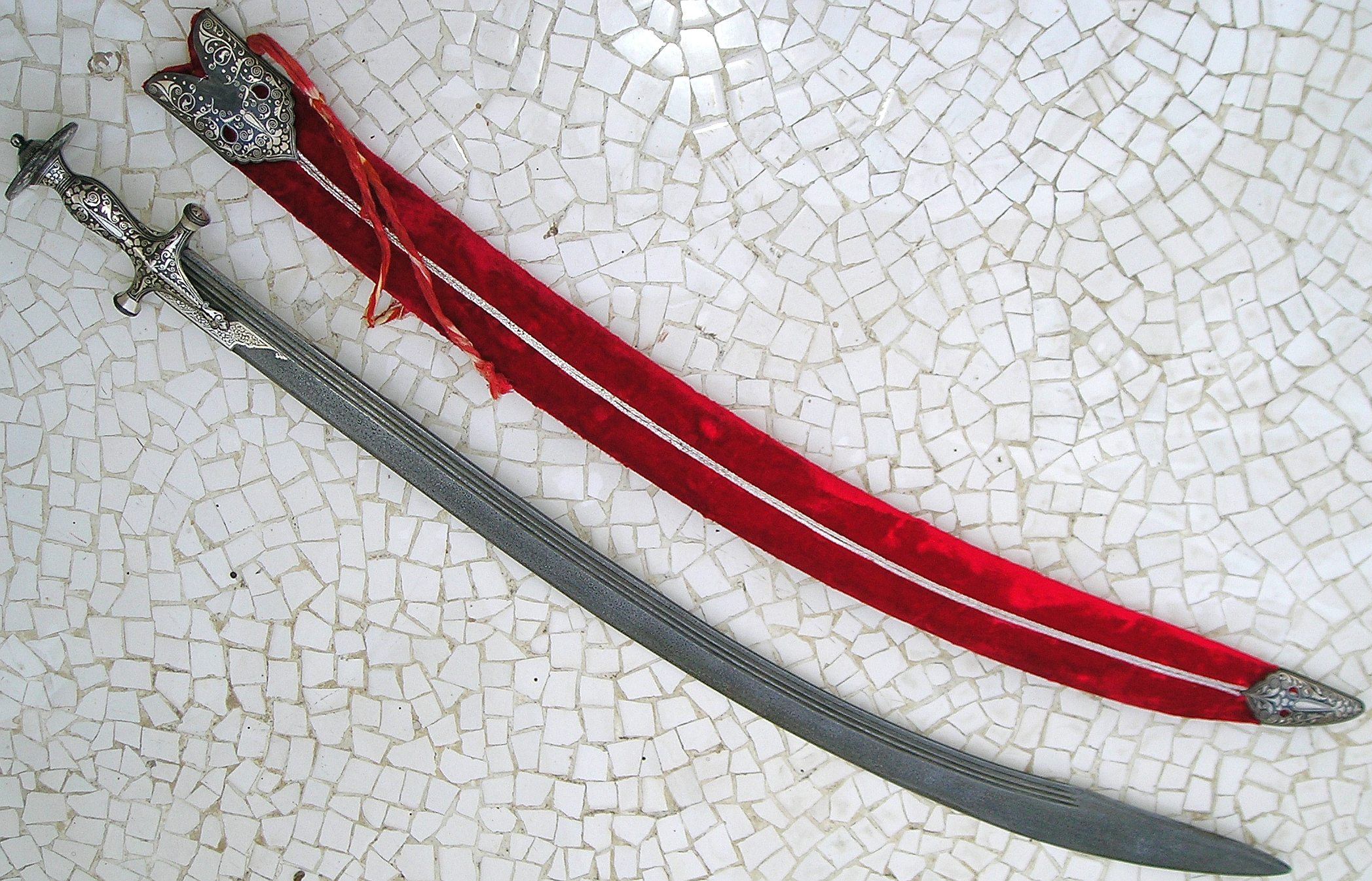
印度的塔瓦彎刀，1806年

在刀剑的早期历史中，随着青铜、铁等坚固金属材料的精炼和加工技术的发展，诞生了诸如小刀、鍥等在战斗中使用的专门刀具，而金属加工技术的进一步提升促成了具有长刃和两侧刀锋的剑的诞生。
在中国，一种被称为“环首刀”的长形直刀自西汉时期开始被普遍使用。这是因为汉代以来中原王朝与匈奴等游牧民族部落的马背战斗次数增多，两军交锋时经常挥舞刀剑，而传统的双刃剑不适合这样使用且很容易折断。自此之后刀在中国开始从多个领域逐渐替代传统的“剑”，直到唐代，刀在仪仗武器方面也彻底取代了剑。
一种说法认为日本的刀最初是基于从中国引进的环首刀而制的，但日本自公元前就开始制造青铜和铁制成的直刀，两者在制造方法上有所不同，因此不能说环首刀是日本刀的先祖。日本从平安时代开始生产一种被称为“太刀”的独特的弯刃刀，并在此后成为武人的常用武器，从这个时期开始的刀才能被称为日本刀。
在西亚和南亚国家，11世纪至13世纪期间制造了适合马背上剑术的弯刀，例如波斯的shamshir和印度的塔瓦彎刀。
自公元前两千年以来，埃及人就开始使用一种名为“kepesh”的武器，它有一个轻微弯曲的内刃。 大约从公元前7世纪开始，迦太基人和其他腓尼基人开始使用一种名为“harpe”的武器，这种武器的内刃呈弧形，像镰刀一样。

## 世界各地的刀

### 東亚
- 環首刀 - 東亚所有刀的鼻祖。
- 斬馬刀 - 尺寸更大的環首刀。
- 匕首
- 日本刀
  - 直刀 - 飛鳥〜奈良時代。
  - 太刀 - 平安〜鎌倉時代。
  - 打刀 - 室町〜江戸時代。
  - 薙刀
  - 脇差
- 柳葉刀 - 也称作“青龍刀”。
- 苗刀 - 根据倭寇使用的刀仿制而来的明代刀。

### 引用列表
1. ↑  《中國古代兵器論叢》，123頁
2. ↑  Hamblin, 2006. Warfare in the Ancient Near East, pp. 66–71.

### 來源列表
- マーティン・J・ドアティ著、日暮雅通 監訳『[図説] 中世ヨーロッパ 武器・防具・戦術百科』原書房、ISBN 978-4-562-04590-7
- 篠田耕一『武器と防具　中国編』新紀元社
- 長田龍太『俗・中世ヨーロッパの武術』新紀元社、ISBN 978-4-7753-1167-7
- 市川定春『武器事典』新紀元社

## 延伸阅读
[在维基数据编辑]